# Cantón de Saint-Amans-Soult
El cantón de Saint-Amans-Soult era una división administrativa francesa, que estaba situada en el departamento de Tarn y la región de Mediodía-Pirineos.

## Composición
El cantón estaba formado por ocho comunas:
- Albine
- Bout-du-Pont-de-Larn
- Labastide-Rouairoux
- Lacabarède
- Rouairoux
- Saint-Amans-Soult
- Saint-Amans-Valtoret
- Sauveterre

## Supresión del cantón de Saint-Amans-Soult
En aplicación del Decreto nº 2014-170 de 17 de febrero de 2014, el cantón de Saint-Amans-Soult fue suprimido el 22 de marzo de 2015 y sus 8 comunas pasaron a formar parte del nuevo cantón de Mazamet-2 Valle del Thoré.